# Charles Salerio
Charles Salerio (Milan, 23 mars 1827 - Milan, 29 septembre 1870), est un missionnaire des missions étrangères de Milan fondateur des sœurs de la Réparation et reconnu vénérable par l'Église catholique.

## Biographie
Charles Salerio fait ses études au séminaire de Seveso. Sensible aux thématiques sociales et politiques du Risorgimento italien, il combat lors des cinq journées de Milan et pendant la Première guerre d'indépendance italienne (1848). Ensuite il part comme missionnaire en Océanie.
Au cours de la période 1852-1855, il fait partie du séminaire lombard pour les missions à l'étranger, actuellement connu sous le nom d'Institut pontifical pour les missions étrangères, et mène sa mission apostolique sur l'île de Woodlark (Papouasie-Nouvelle-Guinée).
En 1859, il rentre en Italie et fonde les sœurs de la Réparation auxquelles il transmet son charisme de Redemption dans la charité, adoration et engagement apostolique.